# کورمانایوو
کورمانایوو (به لاتین: Kurmanayevo) یک منطقهٔ مسکونی در روسیه است که در باشقیرستان واقع شده‌است.